# イン・フォー・ザ・キル
『イン・フォー・ザ・キル』（原題：In for the Kill!）は、ウェールズのハードロック・バンド、バッジーが1974年に発表した4作目のスタジオ・アルバム。

## 背景
オリジナル・ドラマーのレイ・フィリップスの脱退に伴い、ピート・ブートを後任に迎えて制作されたが、ブートは最終的に本作限りで脱退した。「クラッシュ・コース・イン・ブレイン・サージェリー」は、元々はスタジオ・アルバム未収録だった1971年のシングル曲で、本作には別ミックスのヴァージョンが収録された。

## 反響・評価
バンドは本作で初めて全英アルバムチャート入りを果たし、3週トップ100入りして最高29位を記録した。Greg Pratoはオールミュージックにおいて5点満点中3点を付け「過去の作品と同様、ギタリストのトニー・ボージによるスケールの大きなメタル・リフと、ベーシストのバーク・シェリーによる悲鳴のようなボーカルが押し出されている」と評している。
「イン・フォー・ザ・キル」は、無名時代のヴァン・ヘイレンのライヴでカヴァーされていた。また、「クラッシュ・コース・イン・ブレイン・サージェリー」はメタリカのEP『メタル・ガレージ』（1987年）でカヴァーされており、ラーズ・ウルリッヒによれば、この曲と「ザ・ウェイト」（キリング・ジョークのカヴァー）は、バンドの以前からのレパートリーではなく、同作のために初めて取り上げた曲だった。

## 収録曲
特記なき楽曲はバーク・シェリーとトニー・ボージの共作。
1. イン・フォー・ザ・キル - "In for the Kill" – 6:32
2. クラッシュ・コース・イン・ブレイン・サージェリー - "Crash Course in Brain Surgery" (Burke Shelley, Tony Bourge, Ray Phillips) – 2:39
3. ワンダリング・ホワット・エヴリワン・ノウズ - "Wondering What Everyone Knows" – 2:56
4. ズーム・クラブ - "Zoom Club" – 9:56
5. ハンマー・アンド・トングス - "Hammer and Tongs" – 6:58
6. ランニング・フロム・マイ・ソウル - "Running from My Soul" – 3:39
7. リヴィング・オン・ユア・オウン - "Living on Your Own" – 8:54

## 参加ミュージシャン
- バーク・シェリー - ボーカル、ベース
- トニー・ボージ - ギター
- ピート・ブート - ドラムス